# Life and proud
『Life and proud』（ライフ アンド プラウド）は、2009年2月14日にMellow Headからリリースされた美郷あきの13作目のシングル。

## 解説
前作「Jewelry tears」から2ヶ月連続リリースとなる2009年2作目のシングル。初のメインレーベル以外からの発売となる。表題曲『Life and proud』は、テレビアニメ『明日のよいち』エンディングテーマとして使用された。

## 収録曲
（全作詞：畑亜貴）
1. Life and proud [4:21] 
  - 作曲・編曲：藤末樹
2. 波の階段 [3:56] 
  - 作曲：TODA KOHEI、編曲:菊谷知樹
3. Life and proud (off vocal)
4. 波の階段 (off vocal)

## タイアップ
- テレビアニメ『明日のよいち』エンディングテーマ